# چیکالاه (آرکانزاس)
چیکالاه (به انگلیسی: Chickalah) یک منطقهٔ مسکونی در ایالات متحده آمریکا است که در شهرستان یل، آرکانزاس واقع شده‌است. چیکالاه ۱۲۴٫۰۶ متر بالاتر از سطح دریا واقع شده‌است.